# Grattacieli più alti del Giappone

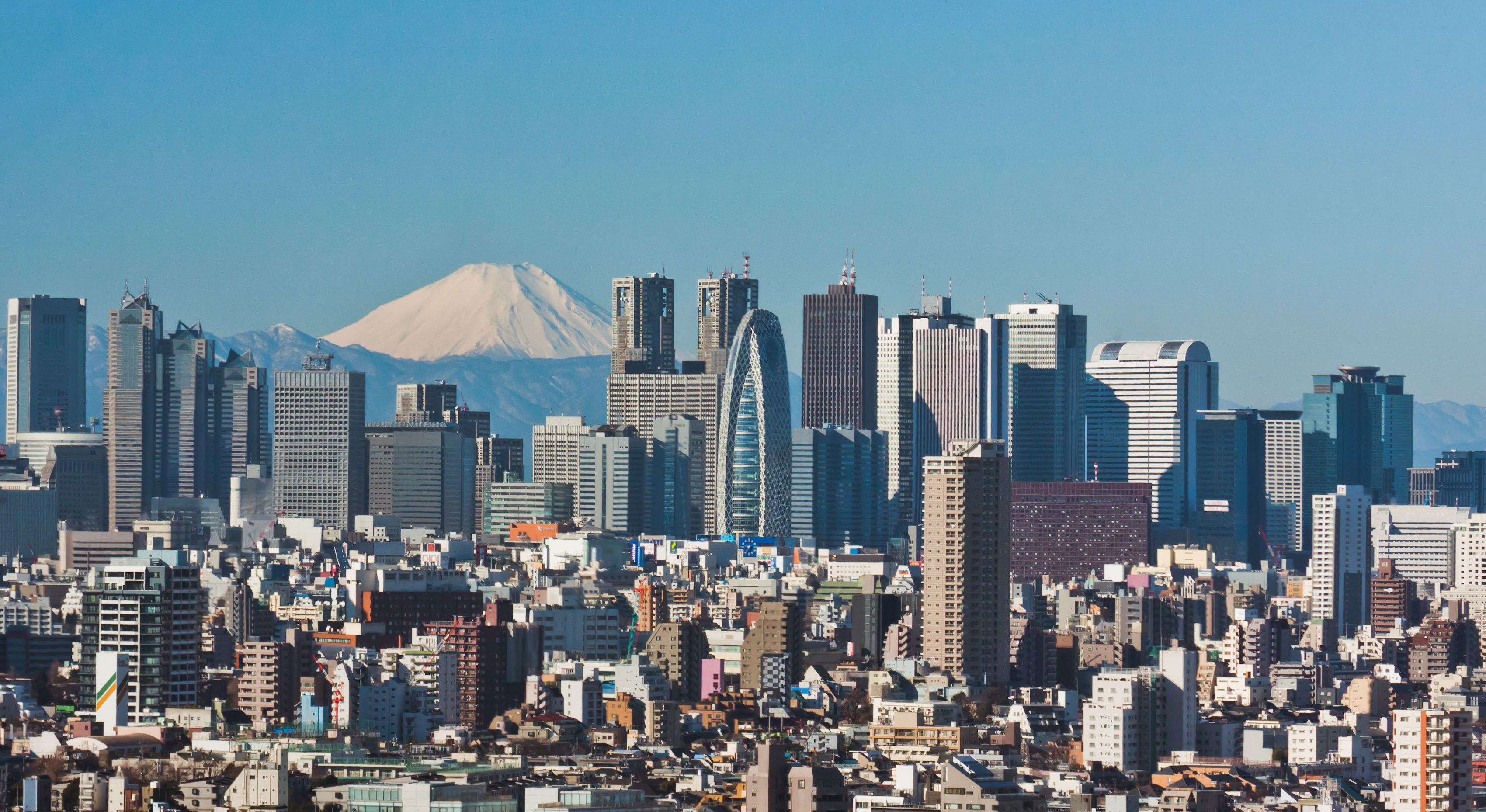
Skyline di Tokyo, con sullo sfondo il Fuji.

Questa è una lista dei grattacieli più alti del Giappone ordinati per altezza.
Secondo la classificazione internazionale e come riportato nel sito del Ctbuh (Council on Tall Buildings and Urban Habitat), il grattacielo più elevato in base all'altezza strutturale è l'Abenobashi Terminal Building di Osaka. Il grattacielo con il maggior numero di piani è invece la Yokohama Landmark Tower di Yokohama, che è anche il secondo grattacielo più alto del Giappone.
I grattacieli sono un fenomeno relativamente recente in Giappone, infatti a causa di preoccupazioni estetiche e ingegneristiche la legge giapponese limitava fino al 1963 l'altezza massima degli edifici a 31 metri. Dopo l'abolizione della legge il primo grattacielo del Giappone fu il Kasumigaseki Building, completato nel 1968, che con un'altezza di 156 metri per 36 piani raddoppiò il precedentemente primato della struttura più alta del paese, posseduto dall'Hotel New Otani Tokyo di 17 piani. Il miracolo economico giapponese portò ad un vero e proprio boom di grattacieli tra gli anni 1960 e 1970 e successivamente la realizzazione di nuove torri continuò anche durante la bolla speculativa che investì il paese negli anni 1980 e 1990.

## Grattacieli di altezza uguale o superiore a 190 metri
Ad oggi, la maggior parte dei grattacieli giapponesi sono situati nelle città di Tokyo, Osaka e Nagoya. Qui di seguito sono inseriti i soli edifici di altezza uguale o superiore ai 190 metri, in conformità alle convenzioni internazionali.
| Pos. | Immagine | Nome                                            | Città     | Altezza | Piani | Anno di completamento | Note |
| ---- | -------- | ----------------------------------------------- | --------- | ------- | ----- | --------------------- | --- |
| 1    |          | Abenobashi Terminal Building                    | Osaka     | 300 m   | 60    | 2014                  | |
| 2    |          | Yokohama Landmark Tower                         | Yokohama  | 296 m   | 70    | 1993                  | Edificio più alto del Giappone dal 1993 al 2012. Edificio più alto costruito in Giappone negli anni 1990. |
| 3    |          | Toranomon Hills                                 | Tokyo     | 256 m   | 57    | 2014                  | |
| 4    |          | Rinku Gate Tower Building                       | Izumisano | 256 m   | 56    | 1996                  | |
| 5    |          | Osaka Prefectural Government Sakishima Building | Osaka     | 256 m   | 55    | 1995                  | |
| 6    |          | Midtown Tower                                   | Tokyo     | 248 m   | 54    | 2007                  | Edificio più alto costruito in Giappone negli anni 2000.                                                  |
| 7    |          | Midland Square                                  | Nagoya    | 247 m   | 47    | 2007                  | |
| 8    |          | JR Central Towers                               | Nagoya    | 245 m   | 51    | 2000                  | |
| 9    |          | Palazzo del governo metropolitano di Tokyo      | Tokyo     | 243 m   | 48    | 1991                  | Edificio più alto del Giappone dal 1990 al 1993. Edificio più alto costruito a Tokyo negli anni 1990.     |
| 10   |          | NTT docomo Yoyogi Building                      | Tokyo     | 240 m   | 48    | 2000                  | Seconda torre dell'orologio più alta del mondo.                                                           |
| 11   |          | Sunshine 60                                     | Tokyo     | 240 m   | 27    | 1978                  | Edificio più alto del Giappone dal 1978 al 1990. Edificio più alto costruito in Giappone negli anni 1970. |
| 12   |          | Roppongi Hills Mori Tower                       | Tokyo     | 238 m   | 54    | 2003                  | |
| 13   |          | Shinjuku Park Tower                             | Tokyo     | 235 m   | 52    | 1994                  | |
| 14   |          | Tokyo Opera City Tower                          | Tokyo     | 234 m   | 54    | 1996                  | |
| 15   |          | JR Central Hotel Tower                          | Nagoya    | 226 m   | 53    | 2000                  | |
| 16   |          | Shinjuku Mitsui Building                        | Tokyo     | 224 m   | 55    | 1974                  | Edificio più alto del Giappone dal 1974 al 1978.                                                          |
| 17   |          | Shinjuku Center Building                        | Tokyo     | 223 m   | 54    | 1979                  | |
| 18   |          | Saint Luke's Tower                              | Tokyo     | 221 m   | 47    | 1994                  | |
| 19   |          | Shiodome City Center                            | Tokyo     | 216 m   | 43    | 2003                  | |
| 20   |          | Dentsu Building                                 | Tokyo     | 213 m   | 48    | 2002                  | |
| 21   |          | Act Tower                                       | Hamamatsu | 213 m   | 45    | 1994                  | |
| 22   |          | Shinjuku Sumitomo Building                      | Tokyo     | 210 m   | 52    | 1974                  | Edificio più alto del Giappone nel 1974.                                                                  |
| 23   |          | The Kitahama                                    | Osaka     | 209 m   | 54    | 2009                  | Edificio residenziale più alto del Giappone.                                                              |
| 24   |          | Ark Hills Sengokuyama Mori Tower                | Tokyo     | 207 m   | 47    | 2012                  | |
| 25   |          | GranTokyo North Tower                           | Tokyo     | 205 m   | 43    | 2007                  | |
| 26   |          | GranTokyo South Tower                           | Tokyo     | 205 m   | 42    | 2007                  | |
| 27   |          | Mode Gakuen Cocoon Tower                        | Tokyo     | 204 m   | 50    | 2008                  | Secondo edificio scolastico più alto del mondo.                                                           |
| 28   |          | Park City Musashi-Kosugi Mid Sky Tower          | Kawasaki  | 204 m   | 59    | 2009                  | |
| 29   |          | Shinjuku Nomura Building                        | Tokyo     | 203 m   | 50    | 1978                  | |
| 30   |          | Izumi Garden Tower                              | Tokyo     | 201 m   | 45    | 2002                  | |
| 31   |          | X-Tower Osaka Bay                               | Osaka     | 200 m   | 54    | 2006                  | |
| 32   |          | Osaka Bay Tower                                 | Osaka     | 200 m   | 51    | 1993                  | Parte del complesso ORC 200                                                                               |
| 33   |          | JP Tower                                        | Tokyo     | 200 m   | 38    | 2012                  | |
| 34   |          | Otemachi Tower                                  | Tokyo     | 200 m   | 38    | 2013                  | |
| 35   |          | Yomiuri Shimbun Tokyo Headquarters              | Tokyo     | 200 m   | 33    | 2013                  | |
| 36   |          | Nakanoshima Festival Tower                      | Osaka     | 199 m   | 39    | 2012                  | |
| 37   |          | Shin-Marunouchi Building                        | Tokyo     | 198 m   | 38    | 2007                  | |
| 38   |          | KEPCO Headquarters                              | Osaka     | 196 m   | 41    | 2004                  | |
| 39   |          | Harumi Island Triton Square                     | Tokyo     | 195 m   | 44    | 2001                  | |
| 40   |          | Sumitomo Fudosan Shinjuku Grand Tower           | Tokyo     | 195 m   | 40    | 2011                  | |
| 41   |          | Nihonbashi Mitsui Tower                         | Tokyo     | 195 m   | 39    | 2005                  | |
| 42   |          | Sannō Park Tower                                | Tokyo     | 194 m   | 44    | 2000                  | |
| 43   |          | Sompo Japan Building                            | Tokyo     | 193 m   | 43    | 1976                  | |
| 44   |          | Nittele Tower                                   | Tokyo     | 193 m   | 32    | 2003                  | |
| 45   |          | Mid Tower                                       | Tokyo     | 192 m   | 58    | 2008                  | |
| 46   |          | Sea Tower                                       | Tokyo     | 192 m   | 58    | 2008                  | |
| 47   |          | Kachidoki View Tower                            | Tokyo     | 192 m   | 55    | 2010                  | |
| 48   |          | Tomihisa Cross Comfort Tower                    | Tokyo     | 191 m   | 55    | 2015                  | |
| 49   |          | Acty Shiodome                                   | Tokyo     | 190 m   | 56    | 2004                  | |
| 50   |          | City Tower Kobe Sannomiya                       | Kōbe      | 190 m   | 54    | 2013                  | |
| 51   |          | Herbis Osaka                                    | Osaka     | 190 m   | 40    | 1997                  | |

## Grattacieli in costruzione
Questa lista comprende tutti i grattacieli di altezza superiore o uguale a 180 metri attualmente in costruzione.
| # | Nome                                            | Città | Altezza | Piani | Inizio costruzione | Fine costruzione | Note |
| - | ----------------------------------------------- | ----- | ------- | ----- | ------------------ | ---------------- | ---- |
| 1 | Shibuya Station New Station building East Tower | Tokyo | 230 m   | 46    | 2015               | 2019             |      |
| 2 | Roppongi 3-chome East Side Project              | Tokyo | 227 m   | 40    | 2012               | 2016             |      |
| 3 | Takebashi Project                               | Tokyo | 210 m   | 39    | 2016               | 2020             |      |
| 4 | The Park House Nishishinjuku Tower 60           | Tokyo | 209 m   | 60    | 2013               | 2017             |      |
| 5 | Akasaka Inter City AIR                          | Tokyo | 202 m   | 43    | 2013               | 2017             |      |
| 6 | Hotel Okura Tokyo                               | Tokyo | 195 m   | 38    | 2015               | 2019             |      |
| 7 | New Hibiya Project                              | Tokyo | 191 m   | 37    | 2014               | 2017             |      |
| 8 | Toranomon Hills Business tower                  | Tokyo | 185 m   | 36    | 2016               | 2019             |      |
| 9 | Shibuya Station South Block Redevelopment       | Tokyo | 180 m   | 36    | 2014               | 2018             |      |
| 9 | Tokyo Garden Terrace                            | Tokyo | 180 m   | 36    | 2013               | 2016             |      |
| 9 | Nihonbashi 2-Chome Redevelopment Block C        | Tokyo | 180 m   | 35    | 2013               | 2018             |      |